# جو فيشر
جو فيشر هو لاعب هوكي الجليد كندي، ولد في 4 يوليو 1916، وتوفي في 13 أبريل 2002.

## وصلات خارجية
- جو فيشر على موقع دوري الهوكي الوطني (الإنجليزية)
- جو فيشر على موقع قاعة مشاهير الهوكي (لاعب أن.إتش.أل) (الإنجليزية)
- جو فيشر على موقع EliteProspects.com (الإنجليزية)
- جو فيشر على موقع HockeyDB.com (الإنجليزية)
- جو فيشر على موقع Hockey-Reference.com (الإنجليزية)